# آلفیوروو
آلفیوروو (به لاتین: Alfyorovo) یک منطقهٔ مسکونی در روسیه است که در جمهوری آلتای واقع شده‌است.